# Kopan, Demîdivka
Kopan (în ucraineană Копань) este un sat în comuna Hlîboka Dolîna din raionul Demîdivka, regiunea Rivne, Ucraina.

## Demografie
Componența lingvistică a localității Kopan
     Ucraineană (96,72%)
     Rusă (3,28%)
Conform recensământului din 2001, majoritatea populației localității Kopan era vorbitoare de ucraineană (96,72%), existând în minoritate și vorbitori de rusă (3,28%).